# Liam Neeson
Liam John Neeson, irski filmski igralec, * 9. junij 1952, Ballymena, grofija Antrim, Severna Irska.
Liam Neeson je najbolj znan po vlogi Oskarja Schindlerja v filmu Schindlerjev seznam, za katero je bil nominiran za oskarja za najboljšo moško vlogo.